# 1966 Трістан
1966 Трістан (1966 Tristan) — астероїд головного поясу, відкритий 24 вересня 1960 року.
Тіссеранів параметр щодо Юпітера — 3,491.